# Nigramma perstrialis
Nigramma perstrialis là một loài bướm đêm trong họ Noctuidae.